# Строительная надпись 1382—1383 года
Строительная надпись 1382—1383 года — вариант названия Мангупской надписи XIV века, выполненной на известняковой плите, повествующей о военном столкновении феодоритов с некими врагами, устроившими разбойное нападение в окрестностях Мангупа. Хранится в фондах Бахчисарайского музея.

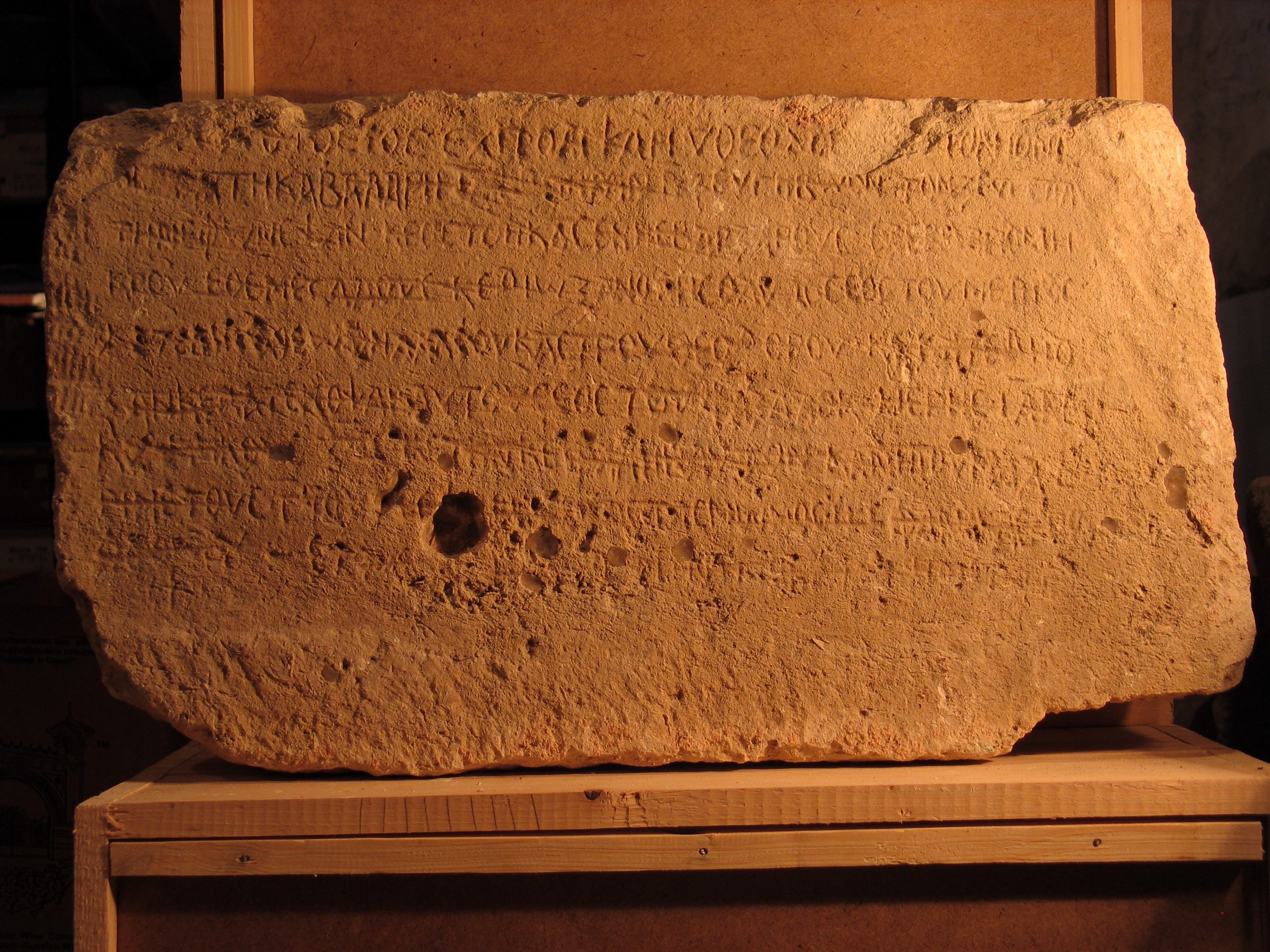

## Описание
Надпись нанесена на плите высотой 36,5 см, шириной 66,5 см и толщиной 12,0 см, сильно выветренной, надпись была умышленно повреждена ещё в древности (строки перечеркнуты каким-то острым предметом). Была установлена на одной из башен второй линии обороны в овраге Табана-Дере, на большой высоте. Современными историками признаётся наиболее достоверным прочтение и перевод, выполненный А. Ю. Виноградовым
ср.-греч. ΘΙΘΕΙ̣, ὃς ἐκ Ποήκα, ἡ (υ ?) Θεοδορ(ῖτη εἰς α ?)ἰώνιον μ̣νῆμα. Ἐπὴ καβαλάρηο(ι ?) ἔπειραν β´ ζεύγη βωο͂ν, τὸν ζευγελά-ην ἐφώνεψαν: κὲ ὁς τὸ ἤκουσεν, ἠς Βαρζάρους ἔξερε ἀπὸ μηκροῦ ἕος μεγάλου(ς ?) : κ(αὶ) ἐδίωξαν ὀπήσο αὐτοὺς ἕος τοῦ μέρους κ(αὶ) τέο[(ς ?) τοῦ θεοφηλάκ̣του κάστρου Θεοδόρου: κὲ κατεδήοξαν κὲ κατέκοψαν αὐτοὺς ἕος τοῦ Ζαζαλε κ(αὶ) μέρους ια´: τ̣ο̣ κα̣ὶ̣ ἤκουσα̣ν̣ κὲ τὸν κε ...ΟΝ.ΚΕΝΗ.ΟΥ…- ἐπ̣ὶ ἔτους ͵ςψϞα´, --- Ε...ΣΙ---ΟΣ. ἴκουσαν κὲ μος — …, что из Пойки, феодориты в вечную память. Поскольку всадники захватили 2 упряжки волов, а погонщика волов убили, то, когда он услышал, в Варзарах поднял всех от мала до велика. И гнались за ними до Части и до богохранимой крепости Феодоро, и догнали их и рубили вплоть до Зазале и 11-й части. И услышали это … и … в 6791 (?) году… услышали и…
Памятная надпись посвящена какому-то уроженцу Пойки — имя не читается, но, судя по последним буквам, оно было негреческим и, предположительно, была установлена на башне в его честь. Виноградов датирует надпись, исходя из отсутствия одного знака в обозначении, в широких пределах: 1291—1383 годы, склоняясь к более точной дате 1302—1303 год. В. Л. Мыц, в монографии 2009 года «Каффа и Феодоро в XV веке : контакты и конфликты» посвятил надписи отдельную главу, в которой, отдавая должное высококачественному анализу и прочтению текста Виноградовым, не соглашается с его выводами о датировке надписи, считая, что более вероятным является 1383 год. Также Мыц выдвигает предположение, что неясная «часть» (или «11 часть») надписи может означать ближайшую северо-восточную границу княжества по реке Бельбек. При всех разногласиях в датировке считается, что в надписи содержится самое раннее упрминание топонима Феодоро.

## История изучения
Первое сообщение о надписи, которая была обнаружена на одной из башен второй линии обороны в ущелье Табана-Дере, на большой высоте, было сделано А. И. Маркевичем и А. Х. Стевеном в 1890 году, А. Х. Стевен сообщил о находке Ф. А. Брауну, производившему в тот год раскопки на Мангупе. Брауну удалось прочесть некоторые слова, но только в 1895 году Ю. А. Кулаковскому удалось сделать эстампаж надписи. В. В. Латышев, используя эстампаж Кулаковского (не очень качественный) удалось лишь частично разобрать текст («…мои усилия дешифровать надпись не увенчались пока лучшими результатами…»), хотя учёный ещё возвращался к попыткам прочтения. В 1928 году севастопольский краевед С. Ф. Стржелецкий, по просьбе Н. И. Репникова, нашёл надпись, которая оказалась в каменных завалах недавно разрушившейся башни. По инициативе Н. И. Репникова артефакт доставили в Севастопольский краеведческий музей, а в 1929 году выслана в Археографическую комиссию АН СССР. Изучашие надпись, в оригинале и сфотографированную с помощью специальных методов, Н. В. Малицкий и И. А. Карабинов, продвинулись в прочтении гораздо дальше, увязывая описанное в надписи военное столкновение с происходившими в конце XIV века стычками местного населения с упоминавшимися В. Д. Смирновым бродившими в Крыму «толпами татар» из разгромленного Эдигеем войска одного из сыновей Тохтамыша. Учёный также сожалел, что не удалось достигнуть полного прочтения текста и считал, что вопрос трактовки остаётся открытым. При этом, историки отмечают вклад Малицкого в определении исторической ценности артефакта.